# Ybdacax
Ybdacax, pleme američkih Indijanaca koje je u ranom 18. stoljeću obitavalo negdje sjevernije od misije San Juan Bautista, na južnoj obali Rio Grande, kod sadašnjeg Eagle Passa. Područje što su ga naseljavale skupine južno od Edwards Plateaua, pripadalo je grupama Coahuiltecan govornika, a toj skupini pripisuje ih i Swanton. 
Spominju se na popisu iz 1708 godine

## Vanjske poveznice
- Ybdacax Indians